# Hyperolius polli
Espèce
Statut de conservation UICN

 DD  : Données insuffisantes
Hyperolius polli est une espèce d'amphibiens de la famille des Hyperoliidae.

## Répartition
Cette espèce se rencontre, :
- en République démocratique du Congo dans le sud de la province du Kasaï ;
- en Angola dans le nord de la province de Lunda-Nord.

## Publication originale
- Laurent, 1943 : Les Hyperolius (Batraciens) du Musee Congo. Annales du Musée Royal du Congo Belge, Sciences Zoologiques, Tervuren, vol. 4, p. 61-140.